# Мавзолей Аксарай
О дворце Тимура см. дворец Аксарай
Мавзолей Аксарай (Ак-Сарай; от тюрк. ак — белый, сарай — дворец) — мемориально-культовое сооружение XV века в Самарканде, усыпальница самаркандских Тимуридов. Расположен в 30 метрах к юго-востоку от мавзолея Гур-Эмир.

## История
Какие-либо исторические сведения о точной дате строительства мавзолея Аксарай и его предназначении отсутствуют. Выдающийся советский археолог и историк-востоковед М. Е. Массон предполагал, что строительство мавзолея было обусловлено убийством правителя Мавераннахра Абд ал Латифа, который по известным обстоятельствам не мог быть похоронен в мавзолее Гур-Эмир. В то же время архитектурные особенности мавзолея и его внутреннее убранство сближают Аксарай с мавзолеем Ишратхона, что позволяет отнести его к 70-м годам XV века. Предполагают, что мавзолей мог служить фамильной усыпальницей для потомков мужского пола семьи султана Абу-Саида.
К XX веку памятник дошёл в сильно разрушенном состоянии. В 1924—1925 годах были проведены работы по консервации строения, что спасло мавзолей от окончательного разрушения. До начала XXI века он пребывал в руинах. В 2007 году мавзолей Аксарай был отреставрирован на частные деньги и в настоящее время открыт для туристов.

## Архитектура
Мавзолей Аксарай представляет собой однокупольное прямоугольное в плане здание, которое включает крестовидный главный зал и три помещения входной группы. Главный зал перекрыт куполом на высоком цилиндрическом барабане, который основан на пересекающихся арках и щитовидных парусах. Узкий, устроенный в виде лестницы дромос ведёт в облицованный мрамором восьмиугольный склеп с неидентифицированными захоронениями. Какой-либо наружный декор у здания отсутствует, что резко контрастирует с его богатым внутренним убранством. В интерьере в основании стен панель с кашинной мозаикой. Стены, паруса и купол покрыты орнаментальной росписью, выполненной в технике кундаль, с обильным использованием позолоты.
- Фотография XIX века
- Фрагмент интерьера
- Роспись плафона